# Satoshi Yoneyama
Satoshi Yoneyama (米山 智 Yoneyama Satoshi?), född 27 juni 1974 i Kanagawa prefektur, är en japansk före detta fotbollsspelare.
Yoneyama började sin karriär 1993 i Yokohama Flügels. Med Yokohama Flügels vann han japanska cupen 1993. Han avslutade karriären 1997.